# Lepidochrysops perpulchra
Lepidochrysops perpulchra är en fjärilsart som beskrevs av Holland 1892. Lepidochrysops perpulchra ingår i släktet Lepidochrysops och familjen juvelvingar. Inga underarter finns listade i Catalogue of Life.